# Marcel Khalifé
 (juin 2020).
Si vous disposez d'ouvrages ou d'articles de référence ou si vous connaissez des sites web de qualité traitant du thème abordé ici, merci de compléter l'article en donnant les références utiles à sa vérifiabilité et en les liant à la section « Notes et références ».
Marcel Khalifa (arabe : مارسيل خليفة), né en 1950 à Amchit au mont Liban, est un compositeur libanais, chanteur et oudiste, considéré comme palestinien en Palestine, libanais au Sud-Liban, il se voit lui-même comme un musicien arabe. De 1970 à 1975, il étudie puis enseigne le oud au conservatoire de Beyrouth. En 1976, il crée l'ensemble Al Mayadeen et devient internationalement célèbre, notamment pour ses chansons Oummi (Ma mère), Rita w'al-Bunduqiya (Rita et le fusil) et Jawaz as-Safar (Passeport), inspirées des poèmes de Mahmoud Darwich.
Il reçoit le Palestine Award de la musique et donne l'argent de la récompense au Conservatoire National de la Musique de l'Université de Beir Zeit en Palestine. En 2005, il est nommé artiste de l’Unesco pour la paix par le Directeur général de l’UNESCO, Kōichirō Matsuura en « reconnaissance de son engagement fervent et généreux en faveur du patrimoine musical ».
Avec sa femme Yolla Khalifa, ils a deux fils, Rami et Bachar, musiciens eux aussi.

## Les débuts
Marcel Khalifé, chrétien maronite, est né en 1950 à Amchit, un petit village sur la Côte au nord de Beyrouth. Son grand-père était pêcheur et joueur de flûte. Il vécut parmi les pêcheurs, les paysans et les tsiganes, dans une ambiance à la fois musulmane et chrétienne :

« J'avais l'habitude d'aller à l'église et d'écouter de la musique chrétienne, ainsi que des récitations islamiques du Coran. Au Liban, nous avions un mariage des cultures islamique et chrétienne. Cela m'a beaucoup aidé à former ma prise de conscience musicale. »

Il prit ses premières leçons de musique avec un militaire à la retraite, instituteur dans son village, Hanna Karam, qui après quelques mois conseilla aux parents du jeune garçon de le laisser continuer à apprendre la musique. Sa mère mourut d'une maladie grave à cette époque.
Il étudia l'oud au Conservatoire National de Musique de Beyrouth. Instrument aux techniques strictes, Marcel Khalifé en explora et développa les possibilités.
De 1970 à 1975, il enseigna au Conservatoire National de Musique de Beyrouth, ainsi que dans d'autres institutions locales et commença à faire des tournées dans les pays arabophones, en Afrique du Nord, en Europe et aux États-Unis, donnant des concerts de oud en soliste. À Beyrouth, il découvrit la situation des palestiniens, passant près d'un camp de réfugiés palestiniens lorsqu'il allait au Conservatoire :

« Quand j'allais au Conservatoire à Beyrouth, j'avais l'habitude de passer dans les camps de réfugiés palestiniens. Je me demandais pourquoi ces gens vivaient dans des maisons construites en zinc, quelles étaient les circonstances qui les ont amenés à vivre dans ce genre de pauvreté. Des familles libanaises vivaient là aussi, me direz-vous. Je décidais d'en apprendre plus à propos des Palestiniens, et d'apprendre comment ils avaient perdu leurs terres et leurs droits en Palestine. Je devins un soutien car leur cause en était une juste. Jusqu'à maintenant, je n'ai jamais hésité à faire n'importe quoi pour montrer ma sympathie pour cette grande cause. »

En 1972, Marcel Khalifé créa un groupe dans son village natal afin de revivifier son héritage musical et la chorale arabe. Les premières tournées ont lieu au Liban pendant la guerre civile libanaise en 1975. Il risqua sa vie en jouant dans des salles malgré les risques de bombardements. Avec l'ensemble Al Mayadeen, risquant les balles perdues, il sortit dans les rues pour chanter :

« Au début de la guerre, j’ai vu des combattants tirer un cadavre, allongé par terre, attaché à une voiture. Les os, la chair, se frottaient contre le sol. L’atrocité de la scène a provoqué, chez moi, une rupture avec là où je vivais. J’ai quitté Amchit, dont les habitants n’arrêtaient pas de critiquer mon père à cause de mes positions politiques. [...] J’aime laisser les fenêtres ouvertes. »

## L'ensemble Al Mayadeen

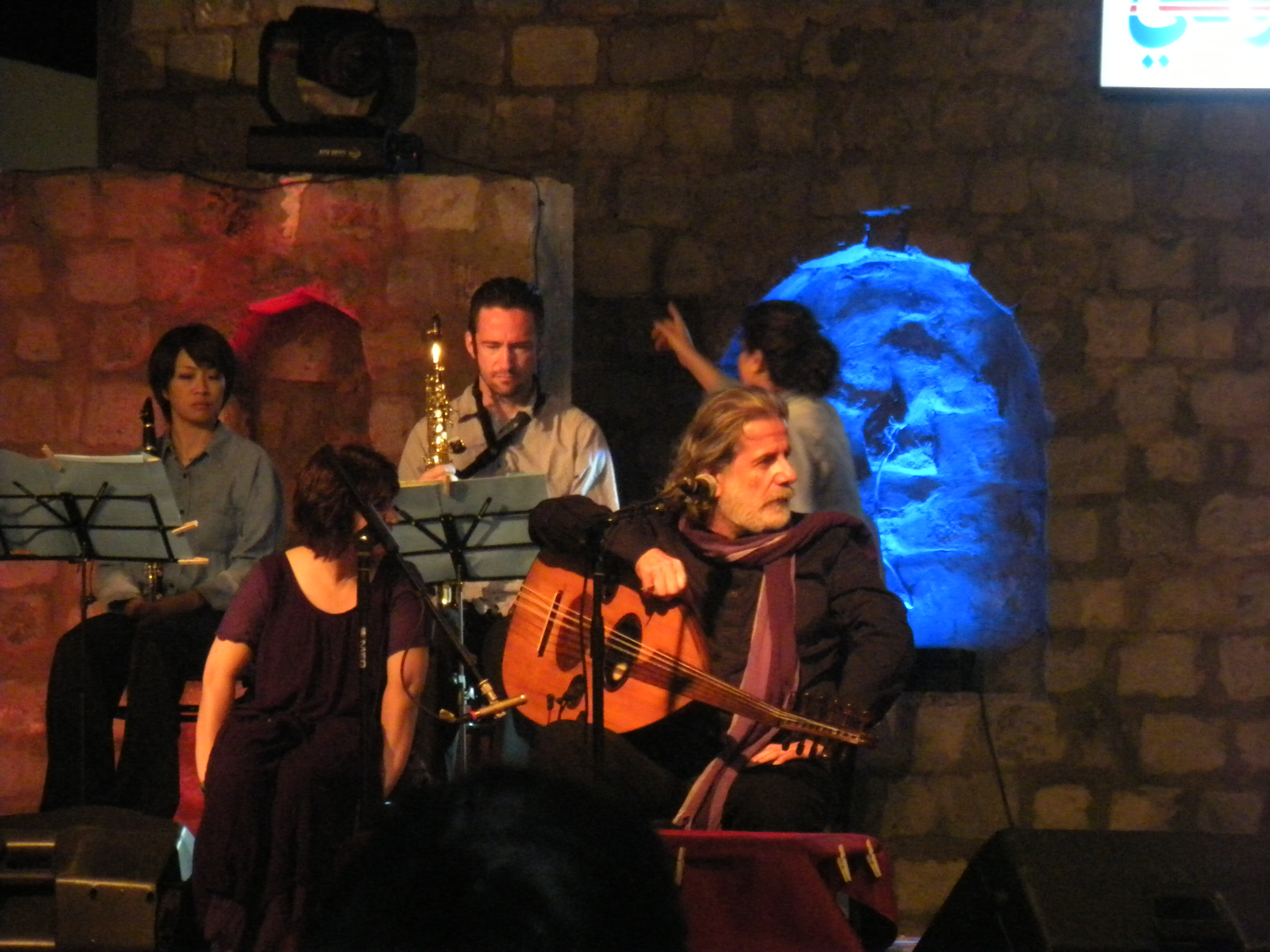
Marcel Khalifé au festival de Bizerte de l'été 2012

Son œuvre musicale combine la musique arabe avec des instruments occidentaux comme le piano.
Il utilise la poésie arabe moderne (comme celle de Mahmoud Darwich) et les muwashahat (musique d'Andalousie). Il compose et chante les poèmes du poète palestinien Mahmoud Darwich, chansons sur le nationalisme et la révolution.
L'ensemble Al Mayadeen est formé en 1976. Al-mayadeen est le pluriel de maydan, qui signifie à la fois champ de bataille et place de village, lieu de festivités, mariages, chant et danse. Fort de l'expérience des ensembles musicaux précédents, Al Mayadeen devient célèbre bien au-delà des frontières libanaises, notamment pour ses chansons qui deviennent populaires Oummi (Ma mère), Rita w'al-Bundaqiya (Rita et le fusil) et Jawaz As-Safar (Passeport), inspiré de poèmes de Mahmoud Darwich. Le groupe se produit dans les pays arabes, l'Europe, les États-Unis, le Canada, l'Amérique latine, l'Australie et le Japon.
Marcel Khalifé a été l'invité de festivals de renommée internationale notamment à  Baalbek, Beiteddine (Liban), Carthage, Hammamet (Tunisie), Timgad (Algérie), Jarash (Jordanie), Opéra du Caire (Égypte), Arles (France), Krems an der Donau, Linz (Autriche), Bremen (Allemagne), Festival International de Musique à San Francisco, New York, Cleveland (USA), il se produit dans des salles prestigieuses: la Place des Arts à Montréal, Symphony Space, Merkin Concert Hall, Berkeley Community Theatre à New York, New England Conservatory à Boston, Royal Festival Hall, Queen Elizabeth Hall à Londres, Palais de l'UNESCO de Beyrouth, Salle de l'UNESCO, La Mutualité, la Maison des Cultures du Monde à Paris, Centro Dionysia à Rome, Yerba Buena à San Francisco, Södra teatern à Stockholm, Salle de l'Alhambra par l'ICAM à Genève, ainsi que le Festival de Fès des musiques sacrées du monde.

## Œuvres instrumentales
Depuis 1974, Marcel Khalifé participe à la composition musicale de spectacles de danse renouvelant le ballet oriental populaire (Caracalla, Groupe Sarab, Rimah, Groupe d'Art Populaire) et participe à la composition de musique de films.
Ses dernières œuvres musicales sont purement instrumentales La symphonie du retour, Chronique concertante intitulée L’élégie de l’orient, Concerto Al Andalus suite pour Oud et Orchestre, Moudaa’ba (Caresse), Diwan Al Oud, Jadal, duo Oud, Quatuor Oud, l’écoute Al Sama’ dans les formes classiques arabes, Takassim, duo Oud/Contrebasse. Sa musique fut jouée par plusieurs orchestres notamment l’Orchestre symphonique de Kiev, l’Orchestre du Conservatoire de Boulogne-Billancourt, The San Francisco Chambre Orchestra, l’Orchestre de la ville de Tunis et l’Absolute Ensemble.

« Je me réalise plus dans la musique qu'en chantant. Cette tendance est évidente dans plusieurs de mes œuvres, la dernière étant Concerto pour Oud. »

« Quand le texte est absent, je me sens plus à l'aise en composant la musique, bien que ce besoin ne suggère pas que j'ignore le chant, qui est essentiel pour moi. Mon vrai intérêt réside plutôt dans la composition. C'était présent dans mes compositions antérieures comme Rita, Aaras (Mariages) et Tusbahouna ala Watan (Ode à la patrie). Chacune d'elles était une composition musicale et pas seulement de la musique écrite pour des chansons. Dans ces œuvres, quand les paroles s'arrêtaient, la musique continuait, et quand je sentais que les paroles étaient incomplètes, elles étaient complétées par la musique. »

## L'affaireAna Yussef, ya Abi
Par trois fois (1996, 1999 et 2003), Marcel Khalifa fut poursuivi pour sa chanson Je suis Youssef, Oh Père, écrite par le poète palestinien Mahmoud Darwish. Khalifa fut accusé d'insulter les valeurs religieuses en incluant deux lignes de versets d'un chapitre du Coran.
Khalifa avait enregistré la chanson dans un album en 1995 "The Arabic Coffee Pot". La chanson était construite sur un poème de 1992 du célèbre poète palestinien, Mahmoud Darwish.
Le poème adaptait ce verset du Coran sur l'histoire de Youssef : « Oh mon père, j'ai vu 11 planètes, le soleil et la lune s'incliner devant moi en hommage. » Le poème raconte l'histoire des frères jaloux de Youssef, homme gentil et bon, ses frères le détestent pour ses qualités. L'histoire reflète les souffrances du peuple palestinien.
En 1999, l'affaire fut portée devant les tribunaux par le fraîchement nommé procureur, Abdel Rahman Shihab, qui reprochait à Marcel d'« insulter les valeurs religieuses en utilisant un verset du chapitre du Saint Coran sur Youssef dans une chanson. ». Le chanteur et compositeur risquait de trois à six ans de prison pour insulte publique de la religion (article 474 du Code pénal libanais) et blasphème (article 473 du Code pénal, un mois à un an d'emprisonnement).
Des clercs musulmans sunnites du Liban attestèrent que chanter des versets du Coran était « absolument banni et non acceptable. » La plus haute autorité des sunnites, le grand mufti Sheikh Muhamed Rashid Qabbani, a plusieurs fois répété que Khalifa était coupable de blasphème pour avoir chanté un verset du Coran.
Le Sheikh dit à ce propos : « Il y a une limite à la liberté d'expression.
Une de ces limites est qu'on ne devrait pas transgresser les croyances religieuses des gens. »
Des manifestations de solidarité vinrent de tous côtés, intellectuels, organisations de défense des droits de l'homme et gens ordinaires.
Un meeting eut lieu à Beyrouth, au cours duquel 2 000 personnes chantèrent la chanson incriminée.
Marcel Khalifé reçut le soutien du Sayyed Mohammed Hussein Fadlallah, un grand savant et théologien chiite.
Le fameux écrivain Elias Khoury critiqua violemment le procès, tout comme Mahmoud Darwich, qui dit :

« le fondamentalisme est en train d'étouffer la culture et la création dans le monde arabe, je dis que c'est honteux. J'ai honte. Nous devrions tous avoir honte. Si Marcel Khalifa est reconnu coupable, ce sera une insulte pour la culture. »

Ghada Abou Karroum, le juge chargé du procès, rejeta la demande du procureur, et déclara innocent le chanteur.

« [...] Même si, d'abord, la cour ne peut dans aucune circonstance se laisser aller à discuter si l'action du défendeur mentionnée ci-dessus constitue une déviation des traditions islamiques et de ses prohibitions, il est nécessaire de noter que les sociétés humaines ont toujours connu - depuis l'apparition des religions jusqu'à nos jours - des comportements qui touchent à différents aspects de la vie et n'observant pas toujours les règles religieuses ou n'étant pas soutenus par elles sans pour autant constituer un viol du caractère sacré des textes religieux desquels ces règles ont émergé. »

« [...] Ainsi, il est clair en écoutant les cassettes et CD que le défendeur a chanté le poème avec gravité et mesure qui révèle une profonde perception de l'humanisme exprimé dans le poème orné de la phrase sacrée. Il a accompli dans son œuvre - dans la forme et le contenu - une performance qui ne contient aucune violation du caractère sacré du texte coranique, ni offense de celui-ci ou de son contenu, ni ne révèle aucune volonté d'inciter à la calomnie de celui-ci que ce soit explicitement ou implicitement, ni par les mots, le sens ou la musique. »

## Livres
Depuis 1982, Marcel Khalifé écrit des livres sur la musique qui reflètent ses compositions d'avant-garde et la maturité de son expérience.
En 1982, le compositeur a écrit une anthologie d'étude du oud en six parties. Le but des écrits de Marcel Khalifé est de rationaliser les connaissances sur les traditions musicales arabes et de les développer.

« Nous, les arabes, n'avons pas d'histoire de notre musique. D'après moi, nous avons lié la musique au chant, et il est temps d'écrire à plat l'histoire de la musique, et pas seulement le chant. »

Son livre suivant sera Jadal Oud Duo, qui est :

« une tentative de trouver de nouvelles méthodes d'expression de la profondément enracinée spontanéité dans la musique arabe. C'est à un niveau artistique qui part du passé, présentant un challenge nouveau  pour le compositeur et le musicien. Jadal apporte une richesse unique dans la musique arabe à travers la recherche d'une nouvelle loi d'esthétique pour remplacer l'ancienne. C'est une ouverture vers un territoire inconnu émanant du familier. »

Il a écrit également Samaa.

## Films
Marcel Khalifé a composé la musique de films, documentaires et séries produits par Maroun Bagdadi, Oussama Mohammed, Sophi Sayhf Eddin et Sami Zikra.
En 2002, des réseaux télévisés européens ont produit un documentaire sur Marcel Khalifé. Le documentaire, intitulé Voyageur, présente 33 sélections du répertoire de Marcel Khalifé, qui vont de compositions pour oud en solo, de vocales de poésie arabe à des compositions orchestrales, des ballets et des musiques de films.
Le Luth Sacrilège (Pierre Dupouey) est un autre documentaire sur le joueur de oud produit par Ognon Pictures et Mezzo. Le documentaire raconte l'histoire du deuxième procès intenté contre Marcel Khalifé en 1998 pour blasphème et insulte à la religion à cause de la chanson Ana Yussef (Je suis Joseph).

## Citations
« Nos lendemains sont incertains. D'autres ont franchi la galaxie et nous sommes encore à scruter l'astre le plus proche. L'avenir est devenu un mot embarrassant. Nous vivons sous le joug de régimes qui n'ont jamais été capables d'assurer l'avenir des gens. Il n'est pas sage de parler d'avenir alors que nous vivons dans le passé. L'éducation, la santé et la culture sont devenues des projets commerciaux que les responsables veulent privatiser. 
Nous sommes privés du droit de recherche, de travail et de production. Nous ne sommes pas en contact avec le monde moderne. »

« Le vrai croyant doit avoir cette quête permanente. Il n’est pas censé partir d’une certitude. »

« La liberté, la démocratie et le pain sont les choses qui manquent dans notre région. »

## Décorations
- Commandeur de l'Ordre du Mérite Intellectuel ( Maroc, 2008).
- Grand officier de l'Ordre national du Mérite ( Tunisie, 2018).
- Chevalier des Arts et des Lettres ( France, 2018).

## Œuvres
- Caress
- Happiness
- Stripped Bare
- At The Border
- The Bridge
- Concerto Al Andalus
- Orientale
- Promises of the Storm
- Magic Carpet
- Jadal Oud Duo
- Arabic Coffeepot
- Summer Night's Dream
- Ode To A Homeland
- Peace Be With You
- Ahmad Al Arabi
- Dreamy Sunrise